# 제99육전여단
육전 제99여단(중국어 정체자: 中華民國海軍陸戰隊陸戰第九九旅, 한자음: 중화민국 해군육전대 제99려,  영어: ROCMC 99th Marine Brigade)는 가오슝시 린위안구에 있는 중화민국 해군육전대의 양서전 여단이다.

## 역사
2001년 3월 1일, 정실안에 의거하여 해군육전대 제99사단가 해군육전대 수비여단으로 개편되었다.
2005년 4월 1일 서수를 부여받고 해군육전대 제99육전여단으로 개편되었다.

## 부대

### 직할부대
- 여단 본부중대
- 정보통신중대
- 공병중대
- 화생방중대
- 위생중대
- 방공유도탄중대

### 하속부대
- 보병 제1대대(지원중대,  3개 보병중대)
- 보병 제2대대(지원중대,  3개 보병중대)
- 보병 제4대대(지원중대,  3개 보병중대)
- 전차대대(대대 본부중대,  3개 전차중대)
- 포병대대(대대 본부중대,  3개 포병중대)

### 배치부대
- 등륙전차대대 2개 운송중대

## 기록

### 계보
- 1920년,  국민혁명군 제4군
- 194?년,  海軍陸戰隊陸戰第一旅, 해군육전대 육전 제1려
- 1966년 9월,  陸戰隊第二師, 육전대 제2사
- 1975년 7월,  陸戰隊第五十四師, 육전대 제54사
- 1976년 8월,  陸戰隊第九十九師, 육전대 제99사
- 2001년 3월 1일,  陸戰隊守備旅, 육전대 수비려
- 2005년 4월 1일,  陸戰第九九旅, 육전 제99려

## 같이 보기
- 육전 제66여단
- 방공경위군